# Eustromula keiferi
Eustromula keiferi är en skalbaggsart som beskrevs av Linsley 1934. Eustromula keiferi ingår i släktet Eustromula och familjen långhorningar. Inga underarter finns listade i Catalogue of Life.